# Cải cách Tenpō
Cải cách Tenpō (天保の改革 Tenpō no kaikaku, Thiên Bảo cải cách) là một loạt các chính sách kinh tế được Mạc phủ Tokugawa tiến hành vào năm 1842.
Cuộc cải cách này nhằm nỗ lực giải quyết các vấn đề hiển nhiên về thể chế quân sự, kinh tế, nông nghiệp, tài chính và tôn giáo.
Những thay đổi nhằm giải quyết các vấn đề trong chính trị địa phương, nhưng chúng cũng được đề cập rộng hơn tới "sự bất an trong nước". Nhận thức được nhu cầu thay đổi đã dẫn đến việc bắt giữ nhiều nhân vật chính trị và nhà văn nổi tiếng. Cuộc cải cách này trở thành tiền thân cho những cải cách được khởi xướng từ sau cuộc Minh Trị Duy tân hai thập kỷ về sau. Cải cách Tenpō hầu hết đều do chức Lão trung (rōjū) Mizuno Tadakuni tiến hành dưới sự ủng hộ của Tướng quân đời thứ 12 Tokugawa Ieyoshi.
Mạc phủ cũng ban lệnh cấm nhập cư vào Edo và thành lập các hội nhóm đoàn thể. Đồng thời hạn chế sự phát triển của rangaku (Hà Lan học). Tiếp theo họ cho đúc lại đồng tiền mới và dỡ bỏ kiểm soát giá cả hàng hóa nhằm ngăn ngừa lạm phát. Ngoài ra, lịch hàng năm (年中行事 nenjū gyōji) được thiết lập trong thời kỳ này nhằm mang lại trật tự cho xã hội Nhật Bản. Các gia đình phải tự đi đăng ký tại ngôi đền Thần đạo gần nhất hàng năm vào ngày 16 của tháng đầu tiên và tháng thứ bảy. Một lễ hội Thần đạo (muramura jingi), hội họp (jingi kasihū) hoặc hành hương (muramura kamimōde) được lên lịch mỗi tháng một lần. Lễ hội Bon nổi tiếng được viết lại thành Sensosai, Lễ hội Tổ tiên, và được tổ chức hai lần một năm. Phật giáo được loại khỏi lịch tôn giáo này; chính quyền thu hồi hỗ trợ của mình cho các cơ sở Phật giáo hiện có.
Cuộc cải cách này được đồng hành bởi ba cải cách khác trong thời kỳ Edo: cải cách Kyōhō (1716–1736), cải cách Kansei (1789–1801) và cải cách Keiō (1866–1867).

## Niên đại
Sự can thiệp của Mạc phủ chỉ thành công một phần. Các yếu tố như động đất, nạn đói và các thảm họa khác đã làm trầm trọng thêm một số điều kiện mà Tướng quân dự định cải thiện.
- Ngày 20 tháng 7 năm 1835 (ngày 14 tháng 6 năm Tenpō thứ 6): Động đất ở Sanriku (Vĩ độ: 37.900/Kinh độ:  141.900), 7.6 độ richter.[5]
- Ngày 25 tháng 3 năm 1837 (ngày 19 tháng 2 năm Tenpō thứ 8): Nhà nho theo Dương Minh học Ōshio Heihachirō khởi nghĩa chống lại Mạc phủ.
- Ngày 25 tháng 4 năm 1843 (ngày 26 tháng 3 năm Tenpō thứ 14): Động đất ở Yezo, Kushiro, Nemuro (Vĩ độ: 41.800/Kinh độ: 144.800), 8.4 độ richter.[5]